# Breda bicruciata
Breda bicruciata är en spindelart som först beskrevs av Cândido Firmino de Mello-Leitão 1943.  
Breda bicruciata ingår i släktet Breda och familjen hoppspindlar. Inga underarter finns listade.